# 존 홀 (사업가)
존 홀 경(Sir John Hall, 1933년 3월 21일 ~ )는 잉글랜드 북동부 지역의 부동산 자본가이다. 노섬벌랜드주 애싱턴 출신으로, 프로 축구 클럽인 뉴캐슬 유나이티드의 전 구단주이기도 하다.